# Wiktor Walentinowitsch Jerjomenko
Wiktor Walentinowitsch Jerjomenko (russisch Ви́ктор Валенти́нович Ерёменко, ukrainisch Віктор Валентинович Єременко/ Wiktor Jeremenko; * 26. Juli 1932 in Charkow, Ukrainische SSR; † 2. Mai 2017 in Charkiw) war ein sowjetischer bzw. ukrainischer Physiker und Hochschullehrer.

## Leben
Jerjomenko stammt aus einer Physikerfamilie. Er schloss 1955 sein Physik-Studium mit Spezialisierung auf Tieftemperaturphysik an der Universität Charkow ab. Anschließend arbeitete er im Kiewer Institut für Physik der Ukrainischen Akademie der Wissenschaften (AN-USSR). Dort wurde er nach seiner Aspirantur bei Antonina Fjodorowna Prichotko, V. L. Broude und E. I. Raschba 1958 zum Kandidaten der Physikalisch-Mathematischen Wissenschaften promoviert. Mit seiner Kandidat-Dissertation Optische und photoelektrische Phänomene in Cadmiumsulfid-Kristallen hatte er als erster die Existenz von Exziton-Störstellen-Komplexen nachgewiesen und beschrieben.
1961 versetzte das Präsidium der AN-USSR Jerjomenko in das Werkin-Institut für Physik und Technik niedriger Temperaturen (FTINT) der AN-USSR. 1966 wurde er dort mit seiner Dissertation Die optische Spektroskopie der Antiferromagnetika zum Doktor der Physikalisch-Mathematischen Wissenschaften promoviert. Seitdem lehrte er am Lehrstuhl für Magnetismus der Universität Charkow (1968 Ernennung zum Professor, 1999 Emeritierung), den seit 1968 seine Schüler leiten. 1976 wurde er Mitglied der New York Academy of Sciences und 1978 wurde er Mitglied der Akademie der Wissenschaften der Ukrainischen SSR. Seit 1990 war er Hauptherausgeber der Fachzeitschrift Low Temperature Physics des American Institute of Physics. 1991–2006 war er Direktor des FTINT. 1993 wurde er Mitglied der Russischen Akademie der Wissenschaften.
Jerjomenkos Hauptarbeitsgebiete waren der Magnetismus bei tiefen Temperaturen, magnetische Phasenübergänge in Antiferromagnetika, Magnetooptik, Supraleitung und Galvanomagnetische Effekte in Metallen sowie Exzitonenprozesse in Antiferromagnetika, Halbleitern und Molekül-Kristallen.

## Ehrungen
- Staatspreis der Ukrainischen Sozialistischen Sowjetrepublik (USSR) für Wissenschaft und Technik (1971)
- Verdienter Wissenschaftler der USSR (1982)
- Sinelnikow-Preis des Präsidiums der AN-USSR (1985)
- Staatspreis der Aserbaidschanischen Sozialistischen Sowjetrepublik (1986)
- Preis des Präsidiums der Akademie der Wissenschaften der UdSSR und der Polnischen Akademie der Wissenschaften (1987)
- Fellow der American Physical Society (2000)
- Ehrenmitglied des Kiewer Kurdjumow-Instituts für Metallphysik
- Ukrainischer Verdienstorden III. Klasse (2002)
- Mitglied der Europäischen Akademie der Wissenschaften und Künste (2003)
- L. W. Schubnikow-Preis der Nationalen Akademie der Wissenschaften der Ukraine (2004)
- Ehrenraumfahrtarbeiter (2007)
- Ehrenurkunde des Obersten Rats der Ukraine (2010)
- Ehrendoktor der Universität Charkow
- Ehrenprofessur der Universität Odessa (2010)
- Petro-Mohyla-Medaille des Ministeriums für Bildung und Wissenschaft der Ukraine

## Werke (Auswahl)
- V. V. Eremenko, Yu. G. Litvinenko, N. K. Kharchenko, V. M. Naumenko: Magneto-Optics and Spectroscopy of Antiferromagnets. Springer, 1992, ISBN 978-1-4612-7694-4.
- Manfred Fiebig, V. V. Eremenko, Irina E. Chupis: Magnetoelectric interaction phenomena in crystals. Kluwer Academic Publishers, Dordrecht 2004.